# Nectandra sanguinea
Nectandra sanguinea là loài thực vật có hoa trong họ Nguyệt quế. Loài này được Rol. ex Rottb. miêu tả khoa học đầu tiên năm 1778.